# Каледонский союз
Каледонский союз (фр. Union calédonienne) — политическая партия в Новой Каледонии. Позиционирует себя как демократическую, социалистическую партию. Основана в 1953 году. Входит в союз партий «Канакский социалистический фронт национального освобождения».

## Описание
Каледонский союз — левоцентристская, изначально многоэтническая и лояльная к французской администрации политическая сила, возникшая после Второй мировой войны в качестве автономистского партнёра Народно-республиканского движения, но заметно радикализовавшаяся под влиянием централистских реформ де Голля; ныне поддерживает предоставление острову статуса свободно ассоциированной территории, что отличает её от остальных участников фронта, стоящих на позициях полной независимости. Близка к Социалистической партии метрополии.

## История
В 1953 году на первых выборах в которых принимала партия в Конгресс Новой Каледонии, Каледонский союз получил 15 из 25 мест. В 1956 году на первом партийном съезде, который состоится 12-13 мая, был утвержден устав партии, а лидером партии был избран Рок Пиджот. На первых выборах в Территориальную ассамблею Новой Каледонии которые состоялись 6 октября 1957 года получает 18 из 30 мест.